# REPL
REPL (ang. read-eval-print loop) – proste, interaktywne środowisko programowania. 
Pojęcie to jest najczęściej stosowane w odniesieniu do języka programowania Lisp, 
lecz może być też zastosowany do  wiersza poleceń powłoki.
Popularne są również środowiska dla innych języków takich jak Smalltalk, Perl, Python, Ruby, Haskell, Scheme, Clojure i wielu innych. Praktycznie każdy język uruchamiany jako interpreter posiada REPL.
Dzięki REPL użytkownik może wprowadzać polecenia, które zostaną wykonane a ich wynik wypisany na ekran. 

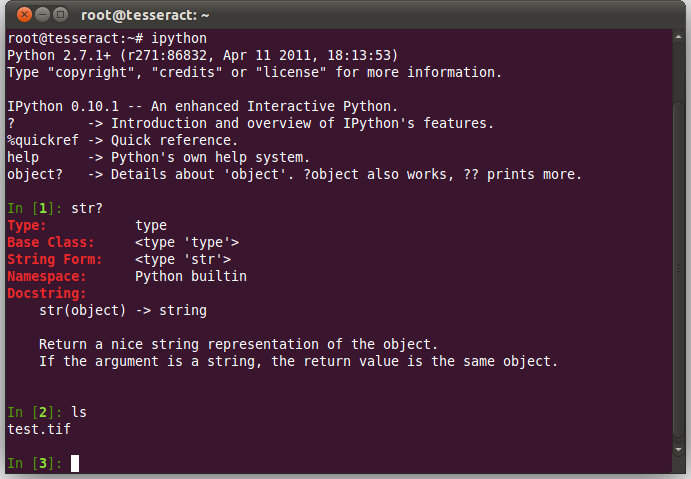
IPython – przykład interaktywnej powłoki REPL

## Główne języki programowania posiadające środowisko REPL
- Python posiada wbudowane środowisko, istnieje też bardziej rozbudowana wersja - IPython
- Ruby standardowo udostępnia polecenie irb (Interactive Ruby Shell)
- Wiersz poleceń PHP posiada tryb interaktywny, uruchamiany za pomocą php -a. Tryb ten udostępnia tylko minimalne możliwości, więc powstały inne programy, takie jak phpsh.
- C# posiada wbudowane środowisko REPL, które jest dostępne w środowisku Visual Studio 2015 Update 1, ponadto istnieje implementacja w Mono - CsharpRepl. Można też posłużyć się programem LINQPad, który posiada funkcjonalność interaktywnego wykonywania wyrażeń, instrukcji i całych bloków kodu.